# Sang Nīsht
Sang Nīsht (persiska: سنگ نيشت) är en ort i Iran.   Den ligger i provinsen Mazandaran, i den norra delen av landet, 160 km öster om huvudstaden Teheran. Sang Nīsht ligger 619 meter över havet och antalet invånare är 512.
Terrängen runt Sang Nīsht är huvudsakligen kuperad. Sang Nīsht ligger nere i en dal. Runt Sang Nīsht är det ganska glesbefolkat, med 34 invånare per kvadratkilometer. Närmaste större samhälle är Pol-e Sefīd, 9,0 km söder om Sang Nīsht. I omgivningarna runt Sang Nīsht växer i huvudsak blandskog.